# Maria da Assunção de Bragança
Maria da Assunção de Portugal (nome completo: Maria da Assunção Ana Joana Josefa Luísa Gonzaga Francisca de Assis Xavier de Paula Joaquina Amtônia de São Tiago de Bragança e Bourbon; Queluz, 25 de Junho de 1805 – Santarém, 7 de Janeiro de 1834) foi uma Infanta portuguesa, oitava filha do rei D. João VI de Portugal e de sua esposa, a infanta Carlota Joaquina da Espanha.

## Biografia
D. Maria da Assunção foi batizada a 15 de Agosto de 1805 na capela do Palácio Real de Queluz, pelo Deão da Patriarcal, D. António Xavier de Miranda, que oficiou pelo impedimento do patriarca de Lisboa, D. José Francisco de Mendonça. Na pia baptismal recebeu os nomes: D. Maria da Assunção Ana Joana Josefa Luísa Gonzaga Francisca de Assis Xavier de Paula Joaquina Antónia de São Tiago de Bragança e Bourbon.
Foi grã-cruz da ordem de Nossa Senhora da Conceição e dama da Ordem de Santa Isabel. 
Entre os seus irmãos, foi sempre o seu dilecto o futuro rei D. Miguel. D. Maria da Assunção foi quem se conservou sempre ao lado dele quando este assumiu a coroa do Reino de Portugal. Quando os Liberais ocuparam Lisboa, a infanta retirou-se para Santarém com as tropas Miguelistas, onde faleceu vítima dum ataque de cólera-morbo, epidemia que se havia declarado em Portugal.
Foi primeiramente sepultada na Igreja do Santíssimo Milagre em Santarém, mas em seguida foi transladada para o Panteão da Dinastia de Bragança no Mosteiro de São Vicente de Fora, em Lisboa.

## Questão da paternidade
Inúmeras fontes bibliográficas e testemunhos da época dão conta de que a infanta D. Maria da Assunção de Bragança, teria sido, à semelhança dos seus irmãos, o ex-infante D. Miguel e a infanta D. Ana de Jesus Maria, apenas mais uma filha bastarda reconhecida pelo rei D. João VI de Portugal, fruto das famosas ligações adúlteras de sua mãe, D. Carlota Joaquina de Bourbon, com os seus amantes e criados. Segundo estas, o próprio rei D. João VI terá confirmado não ter tido relações sexuais com a sua esposa durante mais de dois anos e meio antes do nascimento dos três últimos filhos, tempo durante o qual o rei e a rainha terão vivido numa permanente guerrilha conjugal e só se encontravam em raras ocasiões oficiais.. Laura Permon, a duquesa de Abrantes e mulher do General Junot, declarou publicamente que: "O erário público pagava a um apontador para apontar as datas do acasalamento real, mas ele tinha pouco trabalho. Isso não impedia D. Carlota Joaquina de ter filhos com regularidade e, ao mesmo tempo advogar inocência e dizer que era fiel a D. João VI, gerando assim filhos da Imaculada Conceição." […] "Mas uma coisa é saber-se que não era o pai, outra é dizer quem era o pai, porque D. Carlota Joaquina, não era fiel nem ao marido nem aos amantes".
Segundo vários autores e inclusive os relatos da própria época, a infanta D. Maria da Assunção era filha do jardineiro do palácio da rainha, ou de um outro serviçal do Ramalhão (o palácio localizado perto de Sintra, onde D. Carlota Joaquina vivia separada do seu real esposo). Para Raul Brandão, por exemplo, João dos Santos, o cocheiro e jardineiro da Quinta do Ramalhão, era o pai de D. Maria da Assunção e de D. Ana de Jesus Maria, enquanto o D. Miguel era o filho do marquês de Marialva. Por seu lado, Alberto Pimentel assegura que "…passa como certo que dos nove filhos que D. Carlota Joaquina dera à luz, apenas os primeiros quatro tiveram por pai D. João VI". A própria duquesa de Abrantes, no entanto, não deixou de sublinhar nas suas "Memórias" a própria "diversidade cómica" da descendência do rei D. João VI: "O que é notável nesta família de Portugal é não haver um único filho parecido com a irmã ou o irmão…".